# Kanton Châlons-en-Champagne-1
Kanton Châlons-en-Champagne-1 is een kanton van het Franse departement Marne. Het kanton maakt deel uit van het arrondissement Châlons-en-Champagne. Het telt 27 363 inwoners in 2017.

## Gemeenten
Het kanton omvatte tot 2014 enkel een deel van de gemeente Châlons-en-Champagne.
Door de herindeling van de kantons bij decreet van 21 februari 2014, met uitwerking in maart 2015 werd het grondgebied van het kanton binnen de stad gewijzigd en werden er ook 3 gemeenten aan toegevoegd. Vanaf 2015 omvat het kanton bijgevolg : 
- Châlons-en-Champagne ( hoofdplaats) (westelijk deel)
- Compertrix
- Coolus
- Fagnières